# Battenhausen
Battenhausen ist ein Ortsteil der Gemeinde Haina (Kloster) im nordhessischen Landkreis Waldeck-Frankenberg.

## Geographie
Von den Wäldern des Kellerwaldes umgeben, liegt das Dorf östlich des Kernortes. Battenhausen ist staatlich anerkannter Erholungsort und liegt direkt unterhalb des Berges Hohes Lohr.

## Geschichte

### Ortsgeschichte
Die älteste bekannte schriftliche Erwähnung von Battenhausen erfolgte in einer Urkunde des Klosters Haina unter dem Namen Battenhusen, die im Zeitraum 1197–1200 datiert wird.
Hessische Gebietsreform (1970–1977)
Zum 31. Dezember 1971 wurde die bis dahin selbstständige Gemeinde Battenhausen im Zuge der Gebietsreform in Hessen auf freiwilliger Basis in die Gemeinde Haina/Kloster (damalige Schreibweise) als Ortsteil eingegliedert.
Für Battenhausen wurde wie für die übrigen Ortsteile von Haina (Kloster) ein Ortsbezirk mit Ortsbeirat und Ortsvorsteher nach der Hessischen Gemeindeordnung eingerichtet.

### Bevölkerung
Einwohnerstruktur 2011
Nach den Erhebungen des Zensus 2011 lebten am Stichtag dem 9. Mai 2011 in Battenhausen 270 Einwohner. Darunter waren keine Ausländer.
Nach dem Lebensalter waren 45 Einwohner unter 18 Jahren, 99 waren zwischen 18 und 49, 60 zwischen 50 und 64 und 69 Einwohner waren älter.
Die Einwohner lebten in 102 Haushalten. Davon waren 27 Singlehaushalte, 27 Paare ohne Kinder und 36 Paare mit Kindern, sowie 12 Alleinerziehende und 3 Wohngemeinschaften. In 21 Haushalten lebten ausschließlich Senioren und in 57 Haushaltungen leben keine Senioren.
Einwohnerentwicklung
- 1747: 28 Haushaltungen[1]

| Battenhausen: Einwohnerzahlen von 1834 bis 2019 | Battenhausen: Einwohnerzahlen von 1834 bis 2019 | Battenhausen: Einwohnerzahlen von 1834 bis 2019 | Battenhausen: Einwohnerzahlen von 1834 bis 2019 | Battenhausen: Einwohnerzahlen von 1834 bis 2019 |
| --- | ----------------------------------------------- | ----------------------------------------------- | ----------------------------------------------- | ----------------------------------------------- |
| Jahr |                                                 |                                                 |                                                 | Einwohner                                       |
| 1834 | 1834                                            |                                                 | 243                                             | 243                                             |
| 1840 | 1840                                            |                                                 | 260                                             | 260                                             |
| 1846 | 1846                                            |                                                 | 247                                             | 247                                             |
| 1852 | 1852                                            |                                                 | 251                                             | 251                                             |
| 1858 | 1858                                            |                                                 | 241                                             | 241                                             |
| 1864 | 1864                                            |                                                 | 240                                             | 240                                             |
| 1871 | 1871                                            |                                                 | 220                                             | 220                                             |
| 1875 | 1875                                            |                                                 | 221                                             | 221                                             |
| 1885 | 1885                                            |                                                 | 248                                             | 248                                             |
| 1895 | 1895                                            |                                                 | 260                                             | 260                                             |
| 1905 | 1905                                            |                                                 | 268                                             | 268                                             |
| 1910 | 1910                                            |                                                 | 266                                             | 266                                             |
| 1925 | 1925                                            |                                                 | 265                                             | 265                                             |
| 1939 | 1939                                            |                                                 | 257                                             | 257                                             |
| 1946 | 1946                                            |                                                 | 367                                             | 367                                             |
| 1950 | 1950                                            |                                                 | 362                                             | 362                                             |
| 1956 | 1956                                            |                                                 | 299                                             | 299                                             |
| 1961 | 1961                                            |                                                 | 280                                             | 280                                             |
| 1967 | 1967                                            |                                                 | 277                                             | 277                                             |
| 1980 | 1980                                            |                                                 | ?                                               | ?                                               |
| 1990 | 1990                                            |                                                 | ?                                               | ?                                               |
| 2000 | 2000                                            |                                                 | ?                                               | ?                                               |
| 2011 | 2011                                            |                                                 | 270                                             | 270                                             |
| 2019 | 2019                                            |                                                 | 260                                             | 260                                             |
| Datenquelle: Historisches Gemeindeverzeichnis für Hessen: Die Bevölkerung der Gemeinden 1834 bis 1967. Wiesbaden: Hessisches Statistisches Landesamt, 1968. Weitere Quellen: LAGIS; Gemeinde Haina (Kloster); Zensus 2011 |                                                 |                                                 |                                                 |                                                 |

Religionszugehörigkeit
| • 1895: | 246 evangelische (= 99,19 %), zwei katholische (= 0,81 %) Einwohner |
| • 1961: | 253 evangelische (= 90,36 %), 17 katholische (= 6,07 %) Einwohner   |

## Religion
Ein Ortsbildprägendes Gebäude ist die denkmalgeschützte Evangelische Kirche Battenhausen aus den Jahren 1779 bis 1786.
Battenhausen bildet mit Hüttenrode und Löhlbach ein evangelisches Kirchspiel.

## Infrastruktur und Wirtschaft

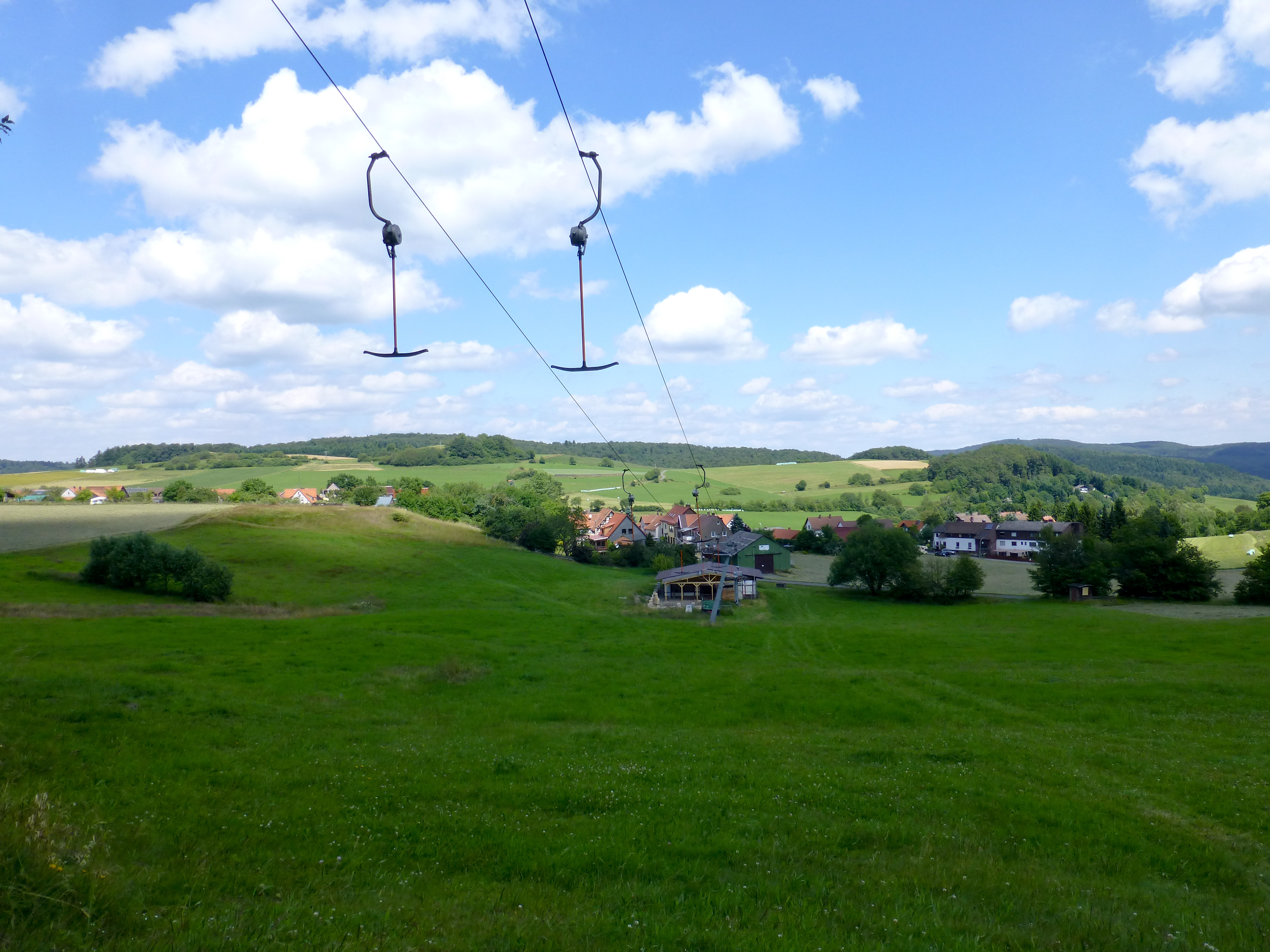
Ehem. Skilift oberhalb von Battenhausen

Im höchstgelegenen Ort des Kellerwaldes wird Wintersport betrieben. Im Skigebiet Battenhausen standen zwei Skilifte zur Verfügung, wovon der große Ankerlift im Dezember 2017 abgebaut wurde. Der erste Skilift war 1966 errichtet worden, damals noch von zwei Traktoren angetrieben. Der neben einem 160 m langen noch in Betrieb befindlichen Tellerlift weiter vorhandene 680 m lange Ankerlift stammte aus dem Jahr 1987 und wurde eigens aus Österreich nach Battenhausen geholt. Der Tellerlift steht nach wie vor Rodlern, die zwischen drei Rodelbahnen wählen können, bzw. Ski-Anfängern zur Verfügung.